# Benoît Vrambout
Benoît Vrambout (Poperinge, 16 mei 1816 - Brugge, 1 augustus 1877) was gouverneur van de provincie West-Vlaanderen.

## Levensloop
Benoît Vrambout deed rechtenstudies aan de Katholieke Universiteit Leuven en promoveerde er in 1840 tot doctor in de rechten. Hij vestigde zich aanvankelijk als advocaat in Ieper. Hij bleef ongehuwd.
Zijn politieke carrière begon in oktober 1842, toen hij op de liberale lijst in Poperinge tot gemeenteraadslid verkozen werd. Zes jaar later, in 1848, werd hij voor het kanton Poperinge tot provincieraadslid verkozen en in 1849 werd hij lid van de Bestendige Deputatie van West-Vlaanderen. Als provinceraadslid en als gedeputeerde liet hij zich opmerken door enkele zeer degelijke rapporten over sociaal-economische kwesties. Dit droeg er wellicht toe bij dat hij in november 1857 tot gouverneur ad interim benoemd werd, toen zijn voorganger baron Adolphe de Vrière minister van Buitenlandse Zaken werd in het kabinet Rogier-Frère-Orban. Op 25 december van hetzelfde jaar volgde zijn definitieve benoeming. Hij bleef gouverneur van West-Vlaanderen tot aan zijn overlijden op 61-jarige leeftijd.

## Een democratisch en Vlaamsvoelend gouverneur

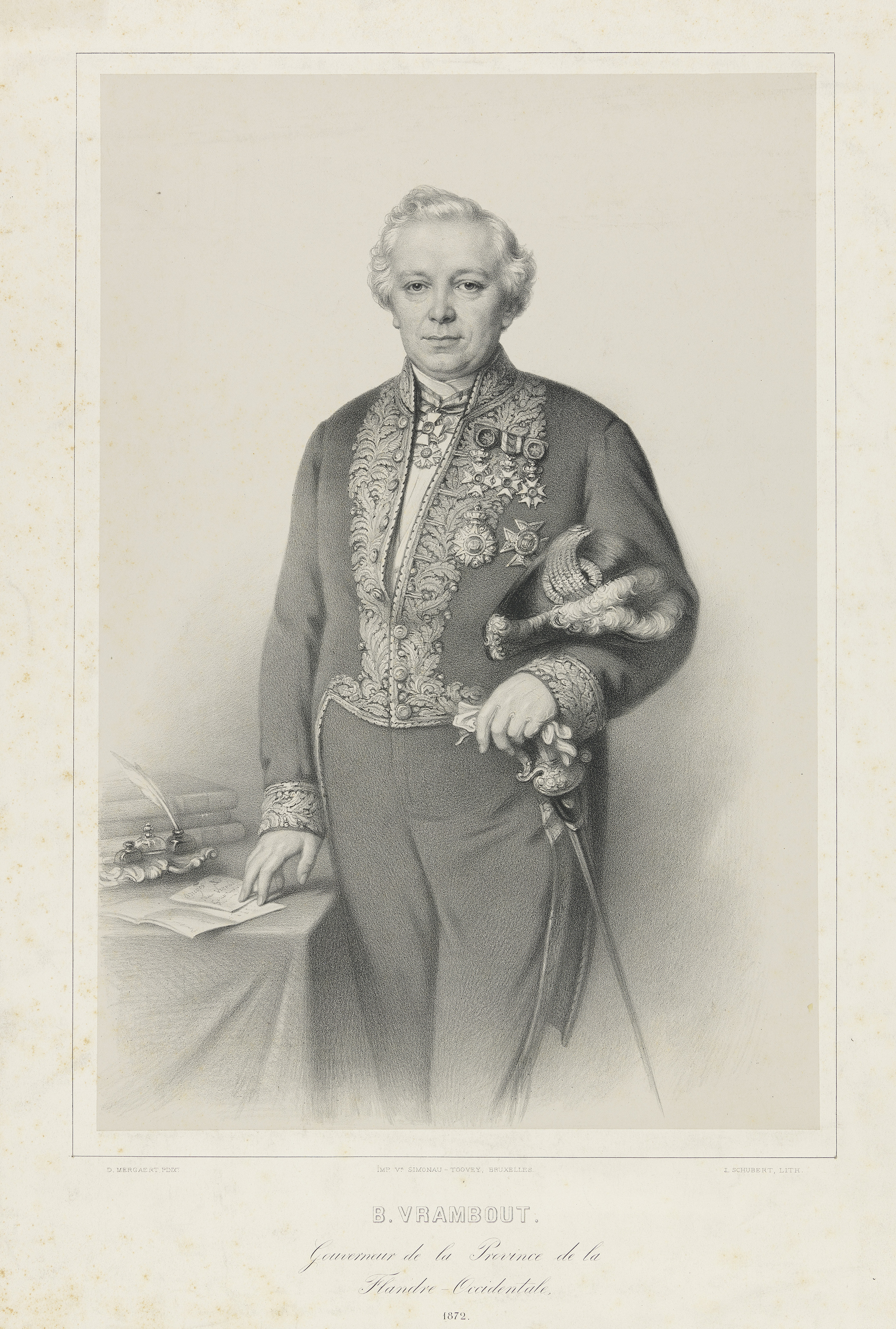

De meeste voorgangers van gouverneur Vrambout, en ook heel wat van zijn opvolgers, waren Franssprekende edellieden. Benoît Vrambout was de eerste West-Vlaamse gouverneur die uit een eerder bescheiden milieu afkomstig was en bovendien Vlaamsgezind was. Als sociaalvoelend man was hij voornamelijk begaan met economische en sociale problemen en met onderwijs, meer bepaald het beroepsonderwijs voor volwassenen als hefboom naar betere beroeps- en levensomstandigheden. Het feit dat hij met eigen ogen de ellende van de zware economische crisis van 1845-1848 in Vlaanderen had aanschouwd, was daar beslist niet vreemd aan. Als Vlaamsgezinde zorgde hij ervoor dat — tegen het eentalig Franse beleid van Brussel in — alle provinciale documenten die voor het publiek bestemd waren in de beide landstalen gedrukt werden. Hij was tevens medestichter van de Brugse afdeling van het Willemsfonds. Ook was hij de eerste om na de breuk van 1830 opnieuw officieel toenadering te zoeken met Nederland. Hij was ervan overtuigd dat goede contacten met de provincie Zeeland een gunstig effect zouden hebben op de handel en de nijverheid in West-Vlaanderen. Hij stimuleerde de uitvoering van grensoverschrijdende infrastructuurwerken, zoals de doortrekking van de Damse Vaart tot binnen de wallen van het Zeeuws-Vlaamse Sluis (voltooid in 1858) en de aanleg van de Willem-Leopoldpolder (vanaf 1872). Ook bij de organisatie van de Maerlantfeesten van 1860 in Damme, die uitgroeiden tot een literaire verbroedering tussen Noord en Zuid, speelde hij een belangrijke rol. De goede verhoudingen met Nederland zullen ook wel in de hand gewerkt zijn door de wederzijdse waardering, zo niet vriendschap, die gegroeid was tussen Vrambout en zijn Zeeuwse ambtsgenoot, baron (later graaf) Rudolph Willem van Lynden.
Het grootste deel van zijn ambtsperiode heeft gouverneur Vrambout in eerder moeilijke politieke omstandigheden volbracht. Vanaf 1864 moest hij als liberaal gouverneur samenwerken met een provincieraad waar de Katholieke Partij de meerderheid had en met een eveneens katholieke Bestendige Deputatie. Zijn politieke opponenten lieten geen kans voorbijgaan om hem het leven zuur te maken, in die mate dat aangenomen wordt dat dit zijn gezondheid ongunstig beïnvloed en zelfs zijn levenseinde in 1877 versneld heeft.